# Caccia mortale
Caccia mortale (Joshua Tree) è un film del 1993 diretto da Vic Armstrong.

## Trama
Wellman Anthony Santee è un ex pilota di auto da corsa che si è rivolto a una vita criminale dopo la morte di sua madre. Santee e il suo amico Eddie Turner violano la legge a scopo di lucro trasportando auto rubate esotiche.
L'ultimo incarico di Santee è trasportare tali merci attraverso il deserto, ma un ufficiale della pattuglia stradale lo ferma. L'ufficiale nota che Turner porta una pistola nascosta dietro la schiena e si prepara ad arrestarlo, quando improvvisamente arrivano una coppia di poliziotti di nome Frank Severance e Jack "Rudy" Rudisill. Dopo un breve scontro a fuoco, Turner e l'ufficiale vengono uccisi e Santee rimane ferito.
Dopo essersi ripreso in un ospedale della prigione, Santee fugge durante il trasferimento nell'immaginario penitenziario di San Gorgonio dopo aver correttamente percepito che le sue guardie intendono ucciderlo. Ferito e in fuga, Santee rapisce Rita Marrick da una vicina stazione di servizio, ignaro del fatto di aver preso in ostaggio un agente di polizia.
Il partner di Rita, Michael Agnos, guida la ricerca dei due fuggiaschi. Mentre Santee sfugge alla cattura con l'aiuto della vedova e del figlio di Eddie, Severance e Rudisill continuano le loro indagini. Il tentativo di Rita di scappare, che costringe Santee a disabilitare violentemente gli agenti di polizia vicini (invece di uccidere) le fa iniziare a dubitare della colpevolezza di Santee.
Santee rilascia Rita e invade la casa di Severance, costringendo sua moglie, Esther, a fornire il numero di telefono dell'ex socio Jimmy Shoeshine, dal quale chiede i pagamenti dovuti a lui ed Eddie. Lì Santee viene raggiunto da Rita, che trova prove nella casa a sostegno delle sue affermazioni, e scappano, eludendo a malapena i colpi di pistola di Esther e di un poliziotto autostradale.
Al magazzino di Shoeshine, Santee ammanetta Rita per metterla in salvo e in uno scontro a fuoco, stermina gli scagnozzi di Shoeshine. Dopo aver recuperato coercitivamente i soldi da Shoeshine, Showshine riesce a scappare grazie all'arrivo tempestivo di Severance e Rudisill. Viene rivelato in una serie di flashback che Severance e Rudisill sono i leader dell'anello di contrabbando di auto di Shoeshine e che hanno ucciso l'agente di pattuglia e Eddie per salvaguardare il loro coinvolgimento. Successivamente, la coppia uccide sia Jimmy, che ha risposto allo scontro a fuoco, sia Michael, perché sapeva troppo. Rita, devastata dopo aver assistito alla morte di Michael, si unisce a Santee in una corsa disperata per la vita. Mentre Severance e Rudisill si avvicinano, un agente della scena del crimine scopre un nastro di sorveglianza che registra Severance che uccide Michael.
Severance e Rudisill, dopo aver inseguito Santee e Rita, affrontano la coppia di fuorilegge su una scogliera, dopo un lungo inseguimento in macchina. Santee uccide Rudisill, vendicando Eddie, mentre punta una pistola contro Rita ferita, e ingaggia Severance in una rissa corpo a corpo. Proprio mentre Santee ha la meglio e si prepara a giustiziare Severance, arriva la polizia. Separano Santee da Severance e Severance viene arrestato e portato via. Successivamente, un Santee ferito viene vendicato tramite Rita. Dopo questi eventi, Santee e Rita si baciano mentre la polizia lo arresta di nuovo, questa volta per il permesso di rilascio dopo che la sua innocenza è stata dimostrata prima di tornare alla sua vita.

## Produzione
La maggior parte delle scene del film fu girata nella Sierra Nevada e nel deserto del Parco Nazionale Joshua Tree, nel Sud Est della California. Il parco è così chiamato perché è l'habitat naturale della Yucca brevifolia, denominata in inglese appunto Joshua tree. Quando il film venne pubblicato in DVD negli Stati Uniti la produzione, temendo che il pubblico facesse confusione con l'omonimo DVD degli U2 tratto dal The Joshua Tree Tour del 1987, cambiò il titolo del film in Army of One.

## Curiosità
La Ferrari F40 usata nell'inseguimento con la Lamborghini Countach è una replica della celebre auto del Cavallino.
Anche la Lamborghini Countach è una kitcar.